# Potuły (województwo wielkopolskie)
Potuły – kolonia w Polsce, w województwie wielkopolskim, w powiecie wągrowieckim, w gminie Wągrowiec.
Do 2023 miejscowość była częścią wsi Potulice.
W latach 1975–1998 Potuły administracyjnie należały do województwa pilskiego. Wieś Potuły wchodzi w skład sołectwa Potulice.